# Erich Stenger

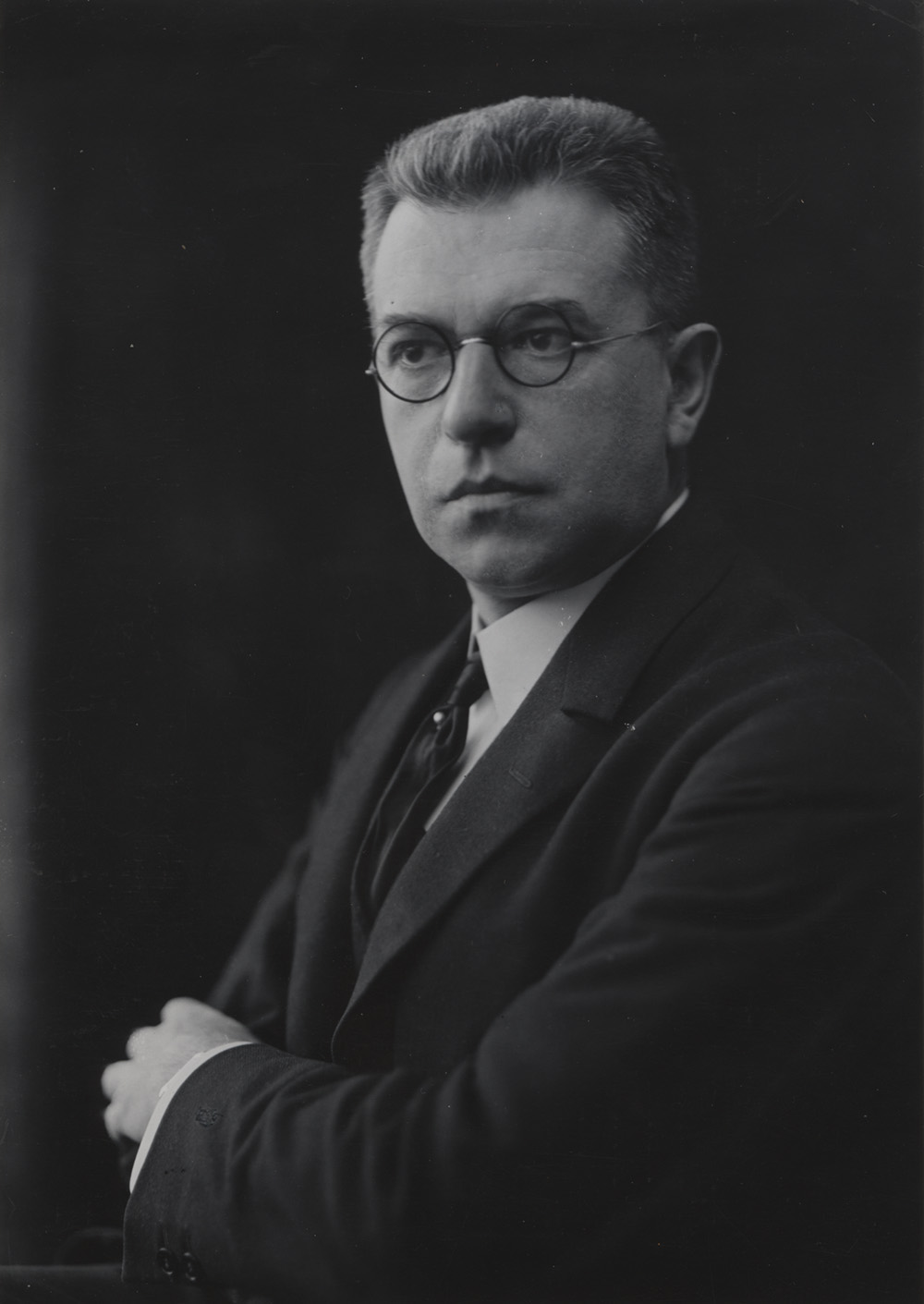
Erich Stenger, 1927, Foto: Otto Croy, Archiv Museum Ludwig, Köln

Erich Stenger (* 5. August 1878 in Aschaffenburg; † 14. September 1957 in Sanremo) war ein deutscher Fotochemiker, Sammler und als Historiker und Theoretiker der Fotografie aktiv.

## Leben
Stenger studierte von 1897 bis 1899 Chemie in München, danach bis zu seiner Promotion mit der Dissertationsschrift Ueber eine neue Synthese unsymmetrisch substituirter Pyrrole […] 1903 in Kiel. Während seines Studiums wurde er Mitglied des AGV München. Ab 1904 arbeitete er für drei Semester als technischer Assistent bei Heinrich Precht (1852–1924) an der Technischen Hochschule Hannover, von 1905 bis 1906 war er Assistent bei Adolf Miethe an der Technischen Hochschule Charlottenburg und habilitierte dort 1919 mit einer Arbeit über angewandte Fotochemie. 1919 bis 1922 war er Privatdozent. Er war Erfinder der Dunkelkammerlampe mit Flüssigkeitsfiltern (1905) und des Fotographischen Kopierverfahrens durch chemische Abstufung (1922). Ab 1922 war er nichtplanmäßiger außerordentlicher Professor und Leiter des Institut für Angewandte Photochemie an der Technischen Hochschule Berlin. Er war ab 1928 in Berlin weiterhin als Bibliotheksrat und Leiter der Dokumenten- und Porträtsammlung an der Preußischen Staatsbibliothek tätig.
Von Kindheit an sammelte Stenger; erst Liebigbilder und Briefmarken und ab 1906 bis zu seinem Lebensende Fotografien und Zeugnisse aus der Kulturgeschichte der Fotografie. Seine Fotosammlung galt später als die größte private Fotosammlung weltweit und wurde zur Grundlage zahlreicher Publikationen und Ausstellungen, darunter das Buch Erich Stenger: Die Photographie in Kultur und Technik. Ihre Geschichte während hundert Jahren (Leipzig 1938, Neudruck Stuttgart 1992).
1955 verkaufte Stenger seine Fotosammlung an Agfa, da das Unternehmen bestrebt war, ein Museum für Fotografie zu eröffnen. Heute ist die Fotosammlung Stengers Teil der Sammlung Fotografie am Museum Ludwig in Köln. 2014 widmete ihr das Museum Ludwig die Ausstellung Das Museum der Fotografie. Eine Revision (28.6.–16.11.2014). Die Sammlung ist zu großen Teilen online in der Datenbank des Museum Ludwig einsehbar.
Stenger hat sich auch mit Aschaffenburger Heimatgeschichte beschäftigt und besaß die größte zeitgenössische Sammlung von Erzeugnissen der Steingutfabrik zu Damm; die Sammlung fiel dem Zweiten Weltkrieg zum Opfer. Ferner war er ein bekannter Philatelist.

## Ehrungen
- 1928: Hans-Wagner-Medaille[6]
- 1939: Lindenberg-Medaille[6]
- 1955: David-Octavius-Hill-Medaille der Gesellschaft Deutscher Lichtbildner

Als Mitbegründer der Deutschen Gesellschaft für Photographie wurde er zu ihrem ersten Ehrenmitglied ernannt.
Von 1978 bis 2010 vergab die Deutsche Gesellschaft für Photographie den nach ihm benannten Erich-Stenger-Preis, danach wurde dieser in DGPh-Forschungspreis für Photographiegeschichte umbenannt.

## Veröffentlichungen (Auswahl)
- Ueber eine neue Synthese unsymmetrisch substituirter Pyrrole; 2. Ueber Acetonoxaminsäure. Universität Kiel, Dissertation vom 23. Mai 1903, OCLC 792739621.
- Daguerres Diorama in Berlin. Union Deutsche Verlagsgesellschaft, Berlin 1925, urn:nbn:de:bsz:14-db-id17528192842
- Phelloplastik, die Kleinkunst der Korkbildnerei. Charlottenburg 1927.
- Die Photographie in Kultur und Technik. Ihre Geschichte während hundert Jahren. Seemann,  Leipzig 1938, urn:nbn:de:bsz:14-db-id17612384503, (Nachdruck Stuttgart 1992).
  - Später unter dem Titel: Siegeszug der Photographie in Kultur, Wissenschaft, Technik. Heering 1950.
- 100 Jahre Photographie und die Agfa 1839–1939. Knorr & Hirth München 1939, urn:nbn:de:bsz:14-db-id17667189493
- Die Photographie in München 1839–1860. Union Deutsche Verlagsgesellschaft Roth, Berlin 1939 (Nachdruck Kissing 1978).
- Die beginnende Photographie im Spiegel von Tageszeitungen und Tagebüchern. Ein Beitrag zum 100jährigen Bestehen der Lichtbildnerei 1839–1939. Konrad Triltsch, Würzburg 1940, urn:nbn:de:bsz:14-db-id17720365603
- Die Geschichte der Kleinbildkamera bis zur Leica. Umschau-Verlag, Frankfurt 1949.
- Die Steingutfabrik Damm bei Aschaffenburg 1827–1884. Pattloch, Aschaffenburg 1949.
- Die ersten fotografischen Bildbände. In: Das deutsche Lichtbild. Jahresschau 1955, S. 43–50.